# 伊良刹那
伊良 刹那（いら せつな、2005年9月 - ）は、日本の小説家。東京都生まれ、茨城県育ち。

## 人物・経歴
高校1年の時に初めて読んだ三島由紀夫に強く影響を受け、スマートフォンを使って小説を書き始める。高校在学中の2023年、「海を覗く」で第55回新潮新人賞を受賞してデビュー 。選考会時17歳での受賞は新潮新人賞史上最年少。
「伊良刹那」というペンネームは、三島由紀夫の小説『潮騒』の舞台の神島と伊良湖岬の間の水道「伊良湖水道」から付けた。

## 作品リスト

### 単行本
- 『海を覗く』（2024年3月 新潮社 ISBN 978-4-10-355441-7）
  - 初出:『新潮』2023年11月号

### 単行本未収録
エッセイ
- 「視界不明瞭」 - 『新潮』2024年9月号
- 「三島由紀夫の文 『午後の曳航』」 - 『新潮』2025年2月号
- 「日日是好日」 - 『すばる』2025年7月号 - 9月号